# ریتا گم
ریتا گم (انگلیسی: Rita Gam؛ زادهٔ ۲ آوریل ۱۹۲۷) هنرپیشه اهل ایالات متحده آمریکا است.
ریتا گم تبار فرانسوی-رومانیایی دارد. وی دو مرتبه ازدواج نمود همسر اول وی کارگردان و همسر دومش ناشر بود که هر دو ازدواج به طلاق انجامید
از فیلم‌هایی که وی در آن نقش داشته است، می‌توان به کلوت و خروج ممنوع اشاره کرد.

## جوایز و افتخارات
- برنده خرس نقره‌ای برای بهترین بازیگر زن (۱۹۶۲)
- نامزد جایزه گلدن گلوب